# Soul Makossa
Soul Makossa é uma canção lançada em 1972 pelo saxofonista e compositor camaronês Manu Dibango. Foi originalmente gravado como o lado B so single "Hymne de la 8e Coupe d'Afrique des Nations", uma canção que celebra a classificação da seleção camaronesa às quartas de final do torneio de futebol da Copa africana das Nações. A letra foi escrita pelo poeta e musicólogo camaronês S.M. Eno Belinga. Exceto por algumas palavras em inglês, foi escrito em Duala, um contínuo dialeto nativo de Camarões. Manu Dibango mais tarde gravou uma nova versão para seu álbum wakafrika de 1994, intitulado "Mouvement Ewondo".
O single alcançou o número 35 na billboard hot 100 em 1973; A versão original da canção de Dibango e um cover de Afrique estavam na billboard hot 100 dos EUA ao mesmo tempo. A canção também se tornou um sucesso internacional, levando a ainda mais versões cover de vários grupos ao redor do mundo.
Soul Makossa é provavelmente mais conhecida pelo refrão vocal entoado "ma-ma-ko, ma-ma-sa, ma-ko ma-ko-sa", que foi sampelado por Michael Jackson na canção "Wanna Be Startin' Somethin'", de seu álbum Thriller (1982) e o hit de Rihanna "Don't Stop the Music" de Good Girl Gone Bad (2007). O refrão é uma peça sobre a palavra makossa, principal gênero musical de Dibango.
Em 2011, uma segunda versão da canção intitulada "Soul Makossa 2.0" foi gravada na França por Manu Dibango e Wayne Beckford e foi lançado como o primeiro single do álbum de Dibango, Past Present Future.

## Créditos
- Manu Dibango - escritor, arranjador, vocal, saxofone
- Georges Arvanitas - piano
- Patrice Galas - piano
- Joby Jobs - bateria
- Manfred Long - baixo
- Freddy Mars - percussão
- Manu Rodanet - guitarra elétrica
- Pierre Zogo - violão

## Desempenho nas Paradas Musicais
| Parada Musical (1973)         | Desempenho | Ref.  |
| ----------------------------- | ---------- | ----- |
| Kent Music Report             | 26         | [ 1 ] |
| SNEP Charts                   | 17         | [ 2 ] |
| US Billboard Hot 100          | 35         | [ 3 ] |
| US Billboard Hot Soul Singles | 21         | [ 4 ] |